# Кондратенко Юрій Миколайович
Юрій Миколайович Кондратенко (нар. 30 листопада 1951, м. Знам'янка, Кіровоградська область) — лікар-офтальмолог. Доктор медичних наук (1991), професор (1996). Заслужений діяч науки і техніки України (1998)

## Праці
усі — співавт.
- Гидромеханический способ экстракции ядра хрусталика // Офтальмологический журнал. 1992. № 4
- Математична модель рогівкового астигматизму при екстракції катаракти // Укр. журн. мед. техніки і технології. 2000. № 1–2
- Досвід крапельного розширення зіниці для отримання максимального мідріазу // Офтальмологічний журнал. 2001. № 4
- Схема досягнення максимального мідріазу під час екстракції катаракти // Клінічна фармація. 2007. Т. 11, № 2
- Метод интраоперационного расчета оптической силы ИОЛ // Офтальмологический журнал. 2008. № 3